# Радиофобия
Радиофо́бия (от др.-греч. φόβος — страх; также радиотрево́жность) — комплекс нервно-соматических психических и физиологических расстройств, иногда трудно поддающиеся лечению, выражающийся в боязни различных источников ионизирующего (радиация) и неионизирующего электромагнитного излучения. Причиной радиофобии также может быть канцерофобия - страх заболеть раком.
Термин используется как в обычной жизни (особенно после аварии на Чернобыльской АЭС), так и специалистами (обычно в полемике с противниками использования ядерной энергии).
По мнению исследователей темы радиофобии в обществе, само явление появилось намного позже открытия радиации и связано с информационной кампанией эпохи «Холодной войны».
Возникновение радиофобии рассматривается как психогенный эффект, не имеющий прямой связи со степенью реального воздействия ионизирующей радиации или неионизирующих электромагнитных полей. Как известно, существенный вред здоровью, вплоть до смертельного исхода, может причинить доза в несколько зиверт, и радиофобия заключается в боязни значительно меньших доз, часто — в незнании данных значений или недоверии к ним.
Радиофобию не следует путать с признаками реального поражения излучением. Иногда дифференциальную диагностику провести непросто, так как многие признаки радиофобии, в частности угнетение иммунитета, близки к симптомам радиационного поражения.
Радиофобия в современном мире проявляется также боязнью любых настоящих или предполагаемых источников излучения: базовых станций сотовой связи, антенн, микроволновых печей и т. п.

## Радиофобия и Чернобыль
В бывшем СССР множество пациентов, пострадавших в результате Чернобыльской катастрофы, были заклеймены термином «радиофобия», который был введён в 1987 Л. А. Ильиным и О. А. Павловским в их сообщении «Радиологические последствия Чернобыльской катастрофы в Советском Союзе и меры, предпринятые для смягчения их воздействия». По мнению ряда исследователей, это сыграло отрицательную роль в реабилитации пострадавших во время катастрофы.
Для тех, кто оказался в центре Чернобыльского катаклизма, это слово звучало мучительным оскорблением. Когда нормальный импульс самозащиты, природный для каждого живого существа, когда нравственные страдания, мука и беспокойство за судьбу детей, родственников и друзей, и собственные физические страдания и боли – объясняются как результат исступления, патологической мнительности. Этот термин «радиофобия» лишил людей, ставших жертвами Чернобыля, надежды на лучшее будущее, так как превратил их требования, касающиеся их физического здоровья, достаточного медицинского обслуживания, питания, элементарных жилищных условий, материальной компенсации, в безосновательные претензии. Это нанесло непоправимый моральный ущерб, рождая чувство заброшенности и социального одиночества в людях, прошедших через Чернобыльскую катастрофуА. Хараш